# So So Def
So So Def Recordings es una discográfica con sede en Atlanta, Georgia, cuyo dueño es el productor y rapero Jermaine Dupri, especializado en Southern rap, R&B y bass music.
Jermaine fundó el sello en 1994 como una joint venture con Columbia Records, y su primera estrella fue Da Brat. Para el futuro se contaba con artistas como Dem Franchize Boyz, T Waters, SunNY, Xscape, The Ghost Town DJs, INOJ, Jagged Edge, Lil' Bow Wow, The Kid Slim, Young Capone, 3LW, J-Kwon y Anthony Hamilton.
En 2003, Dupri fue nombrado presidente de Arista Black Music y trasladó So So Def a Arista y BMG. Bow Wow y Jagged Edge tuvieron que permanecer en Columbia a causa de sus contratos, pero el resto se mudó a Arista con Dupri. En 2004 Arista y LaFace Records se fusionaron con Zomba Recording Group. Dupri fue designado como vicepresidente ejecutivo de Urban Music en Virgin Records y So So Def se tuvo que trasladar otra vez, en esta ocasión a Virgin y EMI, perdiendo a gente como BoneCrusher y YoungBloodZ, pero pudo retener a J-Kwon y Anthony Hamilton.
La plantilla actual de So Def consiste principalmente en Daz Dillinger, Da Brat, Dem Franchise Boyz, Anthony Hamilton, T Waters, SunNY, J-Kwon, Young Capone, and Johnta Austin. Aunque Bow Wow ya no pertenece a la compañía, su música todavía hace publicidad de So So Def. Dupri ha sido su mentor y ha producido para su álbum.